# Archilestroides guimaraesi
Archilestroides guimaraesi is een vliegensoort uit de familie van de roofvliegen (Asilidae). De wetenschappelijke naam van de soort is voor het eerst geldig gepubliceerd in 1991 door Artigas & Papavero.